# Trzecizna
Trzecizna – termin ten używany był w dwóch znaczeniach; Po pierwsze „część dóbr ojczystych przypadająca kobiecie z tytułu spadku”; jednak częściej tłumaczy się trzeciznę w jej drugim znaczeniu jako „1/3 majątku pozostawiona do swobodnej dyspozycji właścicielowi”. Odgrywała duże znaczenie, ponieważ prawo średniowieczne nie przyznawało właścicielowi swobody rozporządzania majątkiem. Był ograniczony prawami pozostałych krewnych (głównie tzw. prawami bliższości). Zasadniczo w prawie polskim rzadko stosowano instytucję części swobodnej majątku. Szerzej była znana na zachodzie Europy, a także na Litwie.

## Prawo bliższości a ograniczenie dysponowania majątkiem
Ograniczenia w rozporządzeniu majątkiem wynikały z ochrony interesów krewnych (tzw. praw bliższości). Prawo bliższości przejawiało się w m.in. w wymogu przyzwolenia krewnych (laudatio parentum) na alienację dóbr dziedzicznych, a nieraz i nabytych. Prawo bliższości może mieć swoje źródło w dawnym ustroju rodowym. Inna teoria zakłada, że prawo bliższości było reakcją na indywidualizację prawa własności. Zgodne jest stanowisko co do podstawowego celu prawa bliższości- była nim ochrona interesów rodziny przed „przejściem w obce ręce substancji majątkowej". Bezpieczeństwo rodowego majątku było kluczową kwestią, gdyż zapewniało jego członkom pozycję społeczną

## Geneza trzecizny
Pierwsze wzmianki o trzeciźnie jako takiej pochodzą z XIV w. Nie była dobrze rozpowszechniona w Polsce. Istnieje wiele domniemywań na temat pierwotnej formy trzecizny. Kazimierz Kolańczyk wysunął tezę, że może ona pochodzić z Zachodniej Europy. Stwierdza, że prawo swobodnej dyspozycji 1/3 ziemi mogło stanowić recepcję bizantyjskiej instytucji trimoirii. Zwracano również uwagę, że pierwsze dokumenty mogą świadczyć o istnieniu już w XII w „jakiejś części swobodnej”. Kolańczyk uważa bowiem, że prawo polskie było zbyt słabo rozwinięte, by stworzyć część swobodną w postaci ułamka. Zygfryd Rymaszewski sądzi jednak, że trzecizna polska jest zbyt nieidealna, by można było mówić o jakiejkolwiek recepcji. Ponadto w prawie polskim już wcześniej znano część ułamkową, np. dziesięcina.

## Trzecizna w Wielkopolsce
Najwcześniejsze wzmianki o trzeciźnie pochodzą z Wielkopolski. Była to wówczas „część swobodna, którą bezpotomny mężczyzna pozbywał się na rzecz Kościoła” (tzw. Część zaduszna). Wskazuje się jednak, że trzecizna była wówczas tak mało popularną formą dysponowania majątkiem, że trzeba było szczególnych okoliczności, by ją przeforsować (np. „pietas względem szczątków rodziców”)”. W XIV w trzecizna zyskała również swój wymiar świecki i oznaczała „pozbycie się 1/3 majątku na rzecz osób świeckich”.

## Trzecizna w Małopolsce
Trzecizna w Małopolsce mogła dotyczyć również kobiet. „Pierwsza wzmianka o trzeciźnie z terenu Małopolski pochodzi z 1386”. Tak samo, jak w Wielkopolsce mogła być to zarówno część zaduszna, jak i świecka. Omawiana instytucja ewoluowała i już w XV w „odmawiano bezpotomnym mężczyznom pozbywania się nieruchomości”. Z czasem zakaz ten obejmował również bezpotomne kobiety.
Jak wskazuje Z. Rymaszewski, świadczy to o niespójności linii orzeczniczej ówczesnych sądów. Równolegle w tym samym okresie obowiązywały bowiem 2 zasady: niepozbywalności dóbr bez zgody krewnych i swobody rozporządzania trzecizną. Wątpliwości wiążą się z tą pierwszą. Nie jest wiadome, czy nie wolno było sprzedawać wszystkich dóbr bez zgody krewnych (nie oznaczałoby to zakazu sprzedaży trzecizny), czy też chodzi tu o zakaz pozbywania się wszelkich dóbr. Powyższe wątpliwości miałby jednak dotyczyć jedynie trzecizny świeckiej, bowiem krewni nie sprzeciwiali się trzeciźnie zadusznej.
Ostatecznie trzeciznę zaduszną uregulowano w ugodzie małopolskiej z 1437. Uznano w niej m.in. prawo osób bezpotomnych jak i posiadających dzieci, mężczyzn, jak i kobiet do pozbycia na rzecz Kościoła 1/3 dóbr ziemskich.

## Trzecizna na ziemi mazowieckiej
Źródła praktyki sądowej nie mówią wprost o trzeciźnie na ziemi mazowieckiej. Prawo stanowione (satut warszawski z 1414) zezwala wdowom bezdzietnym na darowanie Kościołowi 1/3 posagu. Znane są również przypadki trzecizny świeckiej, polegającej na przekazaniu przez żony części majątku na rzecz mężów

## Trzecizna na Litwie
Na Litwie również istniała instytucja tzw. Części idealnej, która pozwalała właścicielowi na swobodną dyspozycję 1/3 dób Ograniczała się ona jednak jedynie do dóbr dziedzicznych. Juliusz Bardach zauważa, że był to swego rodzaju „kompromis między zasadą całkowitej swobody dyspozycji dobrami, w czym był zainteresowany zarówno właściciel dóbr, jak i nabywca, a interesami krewnych, który pragnęli maksymalnie ograniczyć tę swobodę”. Zasada ta była regulowana już w I Statucie Litewskim z 1529. Co do genezy pojawienia się trzecizny na Litwie, Jan Adamus sądzi, że „przyjęto ją na Litwie, via Polska, gdzie była znana od drugiej połowy XIV stulecia, ale ni zdołała się tu upowszechnić”. Praktyka swobodnej dyspozycji 1/3 dóbr miała się ukształtować na Litwie u kresu panowania Kazimierza Jagiellończyka. Po upowszechnieniu się trzecizny, wszelkie alienacje obejmujące cały majątek, były uznawane za nieważne. Chroniła ona zatem interesy obu stron – dziedzica i krewnych. Instytucja części swobodnej była uregulowana przez ustawodawstwo litewskie i rozszerzana na dalsze dziedziny życia np. zapis na rzecz adoptowanego. I Statut Litewski uregulował katalog podmiotów, które posiadały prawo trzecizny. Dotyczyła ona kniaziów, panów i bojarów. Na swobodną alienację zezwalał tzw. List dozwolennoho wystawiany przez podmioty uprawnione (marszałków, wojewodów, starostów). Dopiero na sejmie brzeskim w 1566 dokonano tzw. Poprawy brzeskiej, która „likwidowała wszystkie ograniczenia, wprowadzając całkowitą swobodę alienacji”.

## Tryb przekazania trzecizny
W Polsce trzecizna była przekazywana w postaci darowizny bezwarunkowej lub mortis casa. Rzadko była przekazywana w formie testamentowej, ponieważ naruszałoby to prawa krewnych. Do swobodnej dyspozycji należała trzecia część majątku. Pozostałe 2/3 podlegały prawu bliższości krewnych co oznaczało, że. krewni mogli wystąpić przeciwko alienacji i uzyskać w drodze retraktu pozostałe 2/3.

## Rola trzecizny w polskim prawie majątkowym
Należy sceptycznie podchodzić do roli trzecizny w prawie polskim. Wynika to chociażby z jej krótkotrwałego charakteru, bowiem była obecna jedynie przez nieco ponad jedno stulecie. Po drugie zaś była instytucją mało popularną i rzadko stosowaną w praktyce. Niekiedy wskazuje się na wpływ trzecizny w zaniku podziału dóbr na dziedziczne i nabyte. I faktycznie podział ten traci znaczenie, jeżeli prawo bliższości ma zastosowanie jedynie do 2/3 dób J Bardach uważa, że „ekspansywność trzecizny w Wielkim Księstwie Litewskim podważa tezę, która przeszkodę w upowszechnieniu się trzecizny w Polsce (…) widziała w niskim stanie kultury umysłowej”. Jednocześnie uważa, że instytucja ta nie rozwinęła się, ponieważ „u kolebki części swobodnej (…) stał kościół, a celem jej było przysparzanie mu dóbr przez swobodne rozporządzanie częścią zaduszną” Na Litwie jednak służyła w znacznej części świeckim panom i bojarom. W Koronie wytworzyła się niechęć do instytucji powołanej wyłącznie dla korzyści Kościoła.